# آرادو وی ۱
آرادو وی ۱ (به انگلیسی: Arado_V_I) یک هواگرد از نوع هواپیمای مسافربری ساخت شرکت آرادو فلوکتسایک‌ورک در آلمان است. هواگرد آرادو وی ۱ نخستین پروازش را در ۱۹۲۷ میلادی انجام داد. در مجموع، تعداد ۱ فروند از این هواگرد ساخته شده‌است.